# Montville
Pour les articles homonymes, voir Montville (homonymie).
Montville est une commune française située dans le département de la Seine-Maritime en région Normandie.

## Géographie

### Localisation
Montville est située en France dans la région de Normandie, dans le pays de Rouen ou Rouënnais.
Montville est accessible par la route départementale 155 depuis Clères ou Malaunay, par la route départementale 44 depuis Fontaine-le-Bourg ou Eslettes, et par la route départementale 47 depuis Bosc-Guérard-Saint-Adrien.
Elle est située à 5 minutes de l’autoroute A151 qui relie Rouen et Dieppe. Prendre la sortie no 1 « Eslettes, Montville, Malaunay ».

### Communes limitrophes
| Fresquiennes | Anceaumeville | Mont-Cauvaire, Quincampoix |
|              | Montville     | Bosc-Guérard-Saint-Adrien  |
| Eslettes     | Malaunay      |                            |

### Hydrographie
La commune est située dans le bassin Seine-Normandie. Elle est drainée par le Cailly, la Clérette et divers autres petits cours d'eau,.
Le Cailly, d'une longueur de 29 km, prend sa source dans la commune de Cailly et se jette  dans la Seine à Rouen, après avoir traversé douze communes. Les caractéristiques hydrologiques du Cailly sont données par la station hydrologique située sur la commune de Fontaine-le-Bourg. Le débit moyen mensuel est de 0,706 m3/s. Le débit moyen journalier maximum est de 3,92 m3/s, atteint lors de la crue du 26 décembre 1999. Le débit instantané maximal est quant à lui de 8,32 m3/s, atteint le 1er septembre 1987.

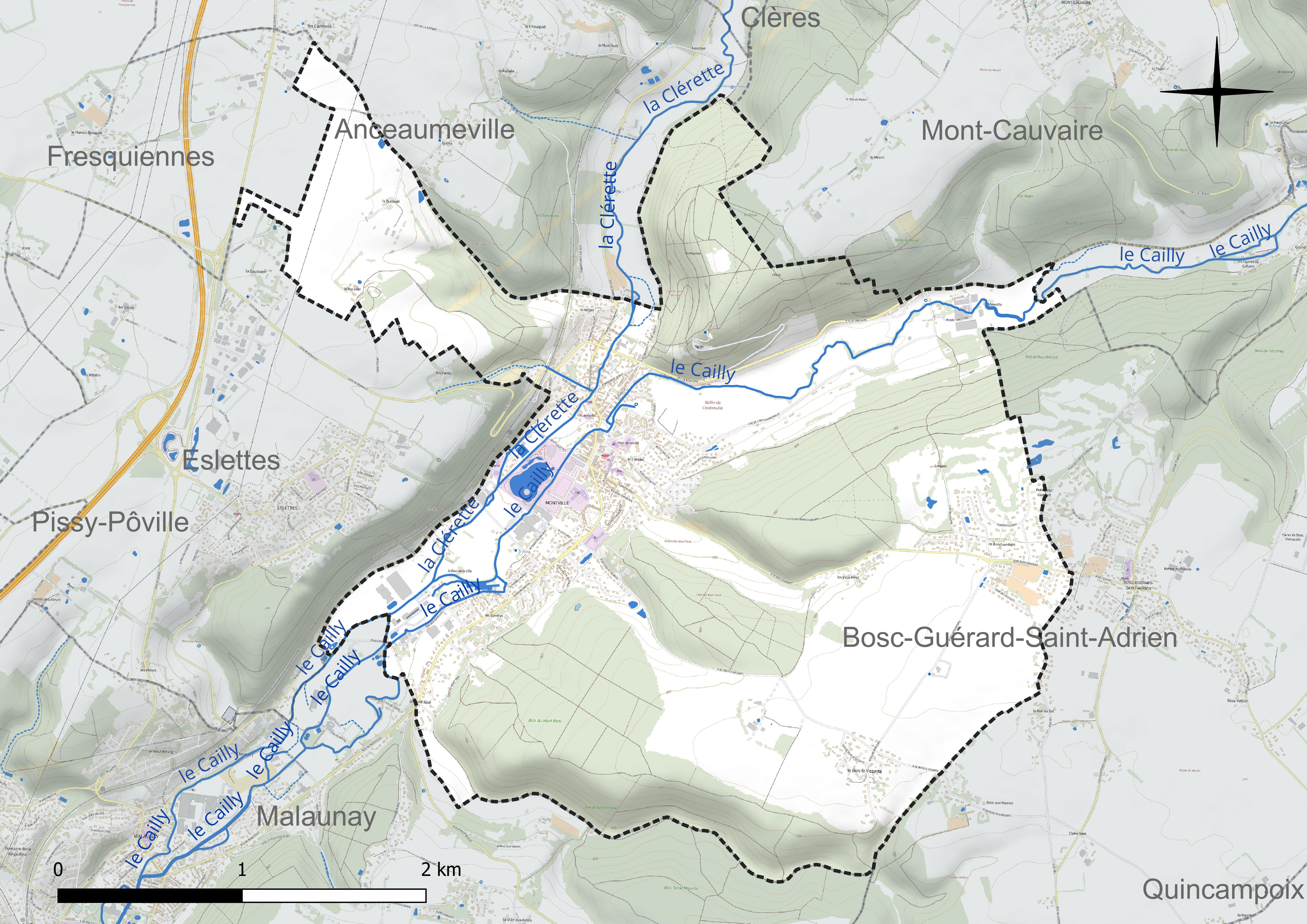
Réseau hydrographique de Montville.

### Climat
Pour des articles plus généraux, voir Climat de la Normandie et Climat de la Seine-Maritime.
En 2010, le climat de la commune est de type climat océanique altéré, selon une étude du CNRS s'appuyant sur une série de données couvrant la période 1971-2000. En 2020, Météo-France publie une typologie des climats de la France métropolitaine dans laquelle la commune est exposée à un climat océanique et est dans la région climatique Côtes de la Manche orientale, caractérisée par un faible ensoleillement (1 550 h/an) ; forte humidité de l’air (plus de 20 h/jour avec humidité relative > 80 % en hiver), vents forts fréquents. Parallèlement le GIEC normand, un groupe régional d’experts sur le climat, différencie quant à lui, dans une étude de 2020, trois grands types de climats pour la région Normandie, nuancés à une échelle plus fine par les facteurs géographiques locaux. La commune est, selon ce zonage, exposée à un « climat maritime », correspondant au Pays de Caux, frais, humide et pluvieux, légèrement plus frais que dans le Cotentin.
Pour la période 1971-2000, la température annuelle moyenne est de 10,5 °C, avec une amplitude thermique annuelle de 12,4 °C. Le cumul annuel moyen de précipitations est de 847 mm, avec 13 jours de précipitations en janvier et 8,5 jours en juillet. Pour la période 1991-2020, la température moyenne annuelle observée sur la station météorologique la plus proche, située sur la commune de Rouen à 12 km à vol d'oiseau, est de 12,6 °C et le cumul annuel moyen de précipitations est de 817,9 mm,. Pour l'avenir, les paramètres climatiques de la commune estimés pour 2050 selon différents scénarios d'émission de gaz à effet de serre sont consultables sur un site dédié publié par Météo-France en novembre 2022.

## Urbanisme

### Typologie
Au 1er janvier 2024, Montville est catégorisée ceinture urbaine, selon la nouvelle grille communale de densité à sept niveaux définie par l'Insee en 2022.
Elle appartient à l'unité urbaine de Rouen, une agglomération inter-départementale regroupant 50  communes, dont elle est une commune de la banlieue,,. Par ailleurs la commune fait partie de l'aire d'attraction de Rouen, dont elle est une commune de la couronne,. Cette aire, qui regroupe 317 communes, est catégorisée dans les aires de 200 000 à moins de 700 000 habitants,.

### Occupation des sols
L'occupation des sols de la commune, telle qu'elle ressort de la base de données européenne d’occupation biophysique des sols Corine Land Cover (CLC), est marquée par l'importance des territoires agricoles (41,2 % en 2018), en diminution par rapport à 1990 (44,1 %). La répartition détaillée en 2018 est la suivante : 
forêts (39,1 %), prairies (22,1 %), terres arables (19,1 %), zones urbanisées (15,8 %), espaces verts artificialisés, non agricoles (3,8 %). L'évolution de l’occupation des sols de la commune et de ses infrastructures peut être observée sur les différentes représentations cartographiques du territoire : la carte de Cassini (XVIIIe siècle), la carte d'état-major (1820-1866) et les cartes ou photos aériennes de l'IGN pour la période actuelle (1950 à aujourd'hui).

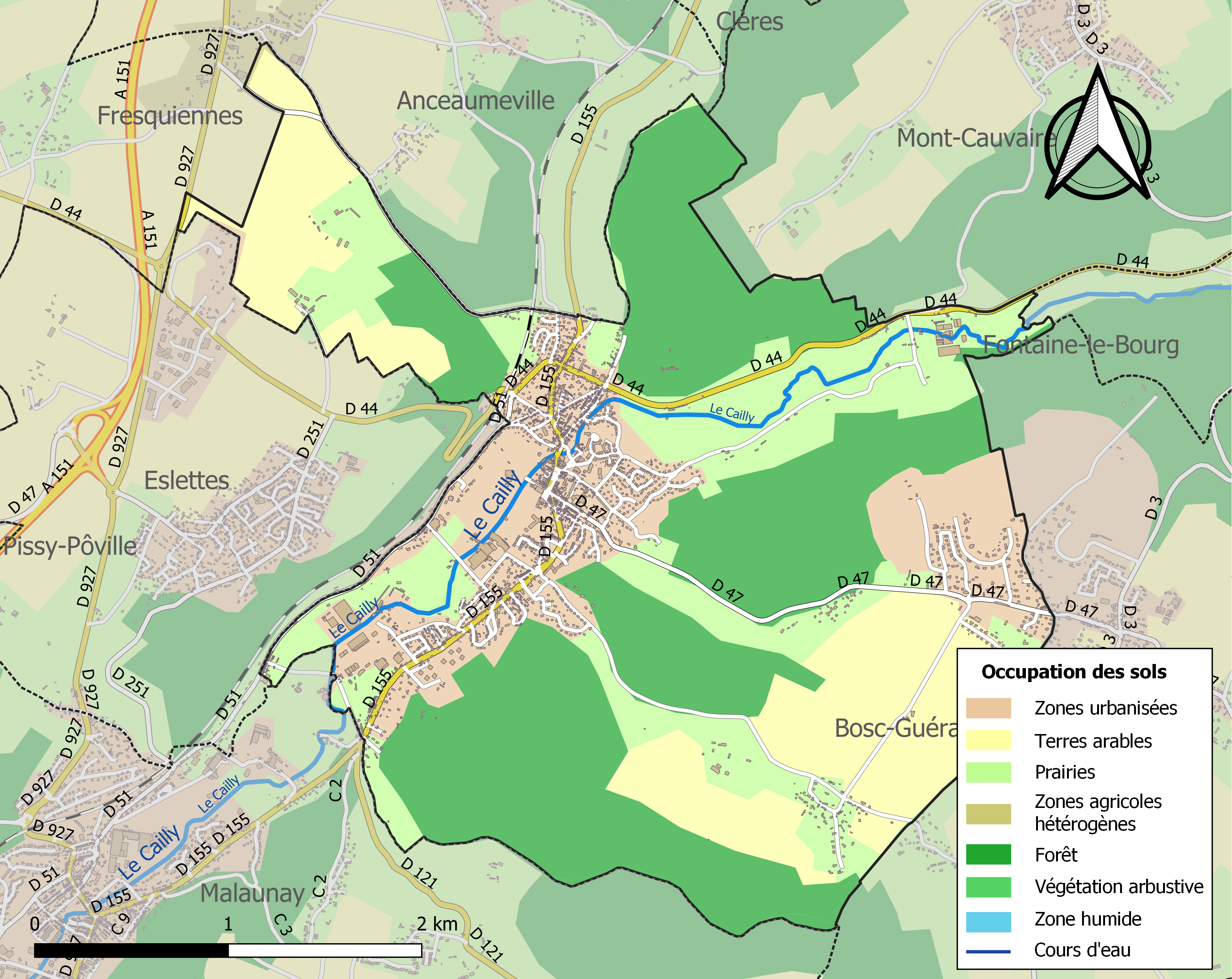
Carte des infrastructures et de l'occupation des sols de la commune en 2018 (CLC).

### Voies de communication et transports
Le territoire communal est traversé par la ligne de Malaunay - Le Houlme à Dieppe dont la gare de Montville est desservie par des  trains TER Normandie reliant Rouen-Rive-Droite à Dieppe.
La ligne interurbaine 529 qui relie Rouen à Bosc-le-Hard s’arrête à Montville.

La gare
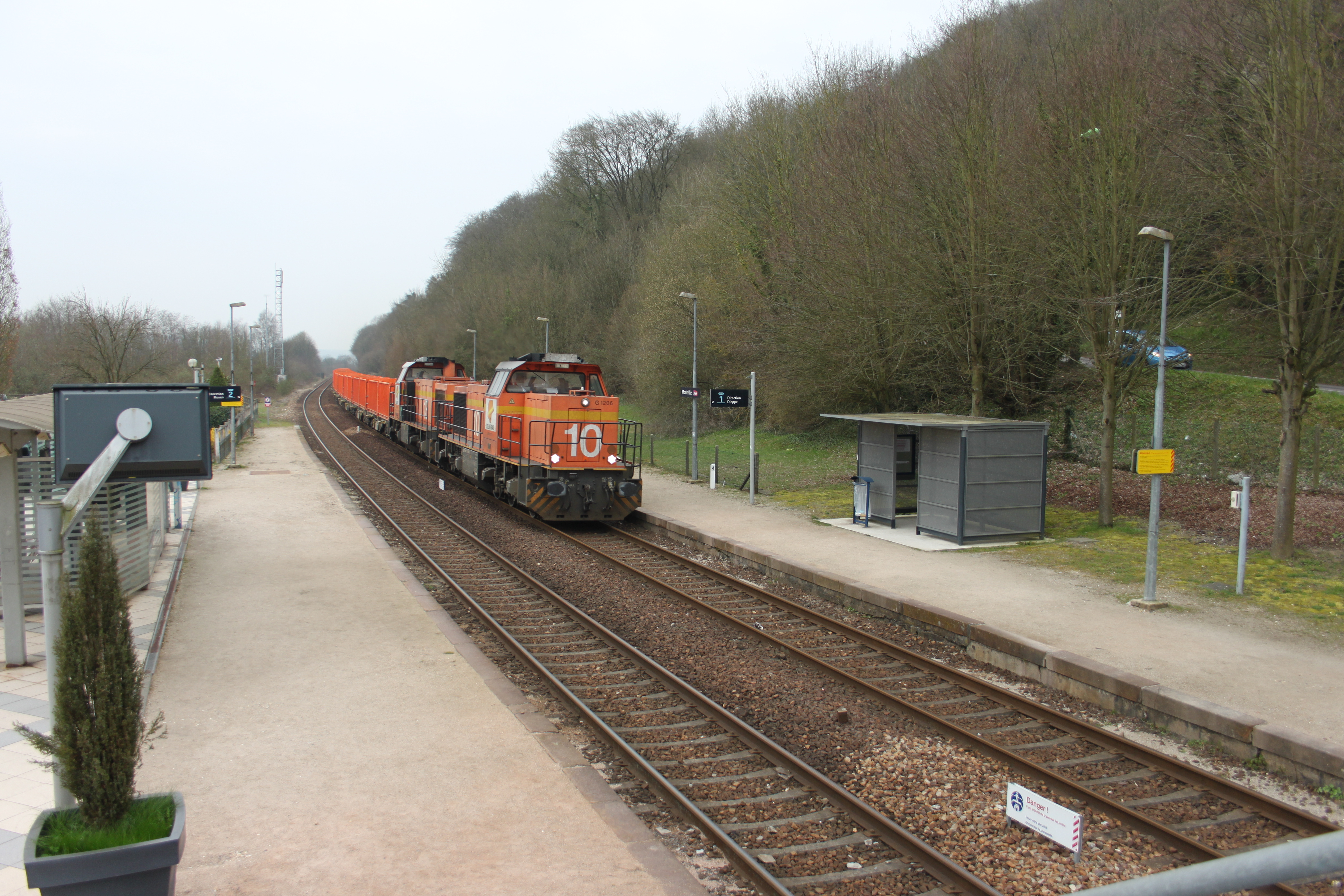
Passage d'un train de bennes vides, à destination de Rouxmesnil-Bouteilles (via Dieppe).
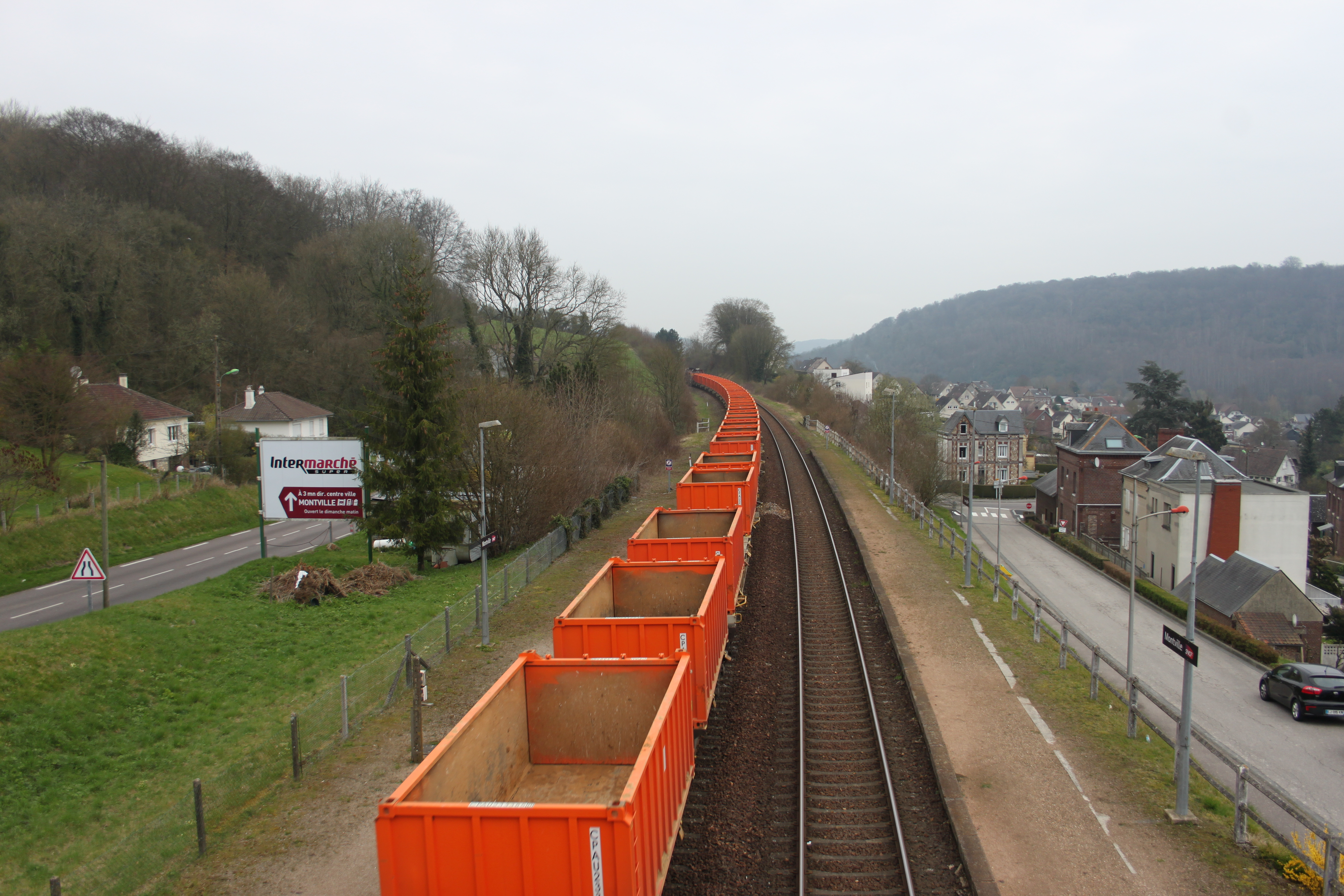
Passage d'un train de bennes, à destination de Rouxmesnil-Bouteilles (via Dieppe).

## Toponymie
Le nom de la localité est attesté sous les formes Montville en 1030 et 1035; Mont villa vers 1040 et vers 1059, 1060,. Sous le règne d'Henry I, une source atteste d'une évolution toponymique en écrivant Monville et mentionnant sa version latine Munnivilla.
Il s'agit d'une formation toponymique médiévale en -ville au sens ancien de « domaine rural » (voir vilain, paysan du Moyen Âge). Cet appellatif est sans doute précédé d'un anthroponyme conformément au cas général.
La lecture Mont-ville « domaine rural du mont » est douteuse pour deux raisons : les formations en -ville composées avec un autre appellatif toponymique sont rares et Montville n'est pas situé sur un mont « colline, élévation » mais dans la vallée du Cailly. François de Beaurepaire suggère d'identifier le nom de personne scandinave Amundi (Ámundi) que l'on reconnaît dans Mondeville (Calvados, Caen, Amondevilla 989, Amundi villa 990), hypothèse à laquelle on peut objecter que l'évolution phonétique aurait dû se faire également en *Mondeville et qu'aucune forme ancienne ne prouve l'existence d'un A- initial. Il convient sans doute de recourir au nom de personne scandinave *Mundr (Mundi) forme attestée dans des composés.

## Histoire
Montville ou Monville apparaît dès le XIe siècle. En 1030, l’église est citée ainsi qu'un vivier.
En mars 1472, le roi Louis XI autorise, par ses lettres patentes, une foire à Montville par an, afin que la ville s'accroisse.
La baronnie de Montville est mouvante[C'est-à-dire ?] et le roi Henri IV lui permet de devenir fixe.
Tout au long du XIXe siècle, de nombreux immigrants de l’Ouest de la Normandie s’installent à Montville et sont employés dans les industries textiles de la vallée, industries alors en plein essor.
Le 19 août 1845, une très violente tornade s'abat sur la ville, détruisant des usines. On a dénombré 70 morts et 136 blessés, la plupart des victimes travaillait dans des filatures dont les murs se sont effondrés. Selon les descriptions de l'époque : « Des ouvriers furent lancés au-dehors par-dessus des haies et des clôtures… Sur d'autres points, les bâtiments furent comme pulvérisés et la place absolument nettoyée. Des solives, des planches… furent soulevées et emportées jusqu'à 25 et 38 kilomètres de là ! Jusque près de Dieppe », ce qui tendrait à la classer dans la catégorie F5, la plus intense. Ce n'est cependant qu'une estimation, aucune enquête utilisant les méthodes modernes d'investigation n'ayant été faite. Gustave Flaubert évoque cette catastrophe dans sa lettre à Louise Colet du 26 août 1846.
Sous la IIIe République, de nombreux édifices sont construits : groupe scolaire Évode-Chevalier et mairie (1888).
L'orthographe du nom de la commune est modifiée en 1964 et le « t » réapparaît définitivement.
De nombreuses infrastructures sont créées depuis les années 1980 jusqu’à aujourd’hui : plan d’eau, musée des Sapeurs-Pompiers de France, résidence pour personnes âgées et maison de retraite, parc industriel de Cardonville, salle de spectacles « Espace Jean-Loup-Chrétien », etc.

## Politique et administration

### Liste des maires
| Période                                  | Période                    | Identité                      | Étiquette         | Qualité |
| ---------------------------------------- | -------------------------- | ----------------------------- | ----------------- | --- |
| Les données manquantes sont à compléter. |                            |                               |                   | |
| 1831                                     | 1846                       | Hippolyte Boissel de Monville |                   | Baron |
| 1862                                     | 1870                       | Hippolyte Hommais             |                   | |
| 1870                                     | 1875                       | Pierre Gaillard-Lemaître      |                   | |
| 1875                                     | 1880                       | Albert Avonde                 |                   | |
| 1880                                     | 1883                       | Louis Berrenger               |                   | |
| 1883                                     | 1884                       | Hippolyte Hommais             |                   | |
| 1884                                     | 1896                       | Evode Chevalier               | Républicain       | Conseiller général de Clères (1883 → 1889) |
| décembre 1919                            | mai 1935                   | Louis Guittet                 |                   | Conseiller général de Clères (1934 → 1940) |
| Les données manquantes sont à compléter. |                            |                               |                   | |
| octobre 1947                             | 1952                       | Jules Deconihout              |                   | |
| 1952                                     | mars 1959                  | Ernest Delaporte              |                   | |
| mars 1959                                | 7 novembre 1993            | André Martin                  | UDF-PSD           | Instituteur Député de la Seine-Maritime (4e circ. (1973 → 1978) Sénateur de la Seine-Maritime (1993 → 1993) Conseiller général de Clères (1964 → 1993) Président du conseil général de la Seine-Maritime (1993 → 1993) Décédé en fonction |
| novembre 1993                            | juin 1995                  | Jacques Motte                 | DVD               | |
| juin 1995                                | 2 avril 2015               | Pascal Martin,                | UMP puis UDI (PR) | Colonel de sapeurs-pompiers professionnel Fils d'André Martin Président de la CCPNOR (2003 → 2016) Conseiller général de Clères (1993 → 2015) Conseiller départemental de Bois-Guillaume (2015 → ) Président du conseil départemental de la Seine-Maritime (2015 → ) Démissionnaire après son élection comme président du conseil départemental |
| avril 2015                               | mai 2020                   | Myriam Travers                |                   | |
| mai 2020,                                | En cours (au 10 août 2020) | Anne-Sophie Clabaut           | DVD               | Enseignante en physique-chimie et microbiologie en lycée agricole |

### Distinctions et labels
En 2016, la commune détient le label « Ville Internet @@@@ ».
Cette tradition se poursuit aujourd’hui.
La commune est classée en 2008 « quatre fleurs » au Concours des villes et villages fleuris.

### Jumelage
- Haiger (Allemagne) depuis 1991[37].
- Resana (Italie) depuis 2008.
- Santa Eulàlia de Ronçana (Espagne) depuis 2012.

## Population et société
Les habitants de la commune sont appelés les Montvillais.

### Démographie
L'évolution du nombre d'habitants est connue à travers les recensements de la population effectués dans la commune depuis 1793. Pour les communes de moins de 10 000 habitants, une enquête de recensement portant sur toute la population est réalisée tous les cinq ans, les populations de référence des années intermédiaires étant quant à elles estimées par interpolation ou extrapolation. Pour la commune, le premier recensement exhaustif entrant dans le cadre du nouveau dispositif a été réalisé en 2004.

En 2022, la commune comptait 4 618 habitants, en évolution de −4,92 % par rapport à 2016 (Seine-Maritime : +0,35 %, France hors Mayotte : +2,11 %).
| 1793 | 1800 | 1806 | 1821 | 1831  | 1836  | 1841  | 1846  | 1851  |
| ---- | ---- | ---- | ---- | ----- | ----- | ----- | ----- | ----- |
| 760  | 562  | 580  | 751  | 1 650 | 2 204 | 2 581 | 2 506 | 2 543 |

| 1856  | 1861  | 1866  | 1872  | 1876  | 1881  | 1886  | 1891  | 1896  |
| ----- | ----- | ----- | ----- | ----- | ----- | ----- | ----- | ----- |
| 2 625 | 2 673 | 2 531 | 2 371 | 2 417 | 2 376 | 2 345 | 2 520 | 2 786 |

| 1901  | 1906  | 1911  | 1921  | 1926  | 1931  | 1936  | 1946  | 1954  |
| ----- | ----- | ----- | ----- | ----- | ----- | ----- | ----- | ----- |
| 2 790 | 2 898 | 2 989 | 2 783 | 2 806 | 2 744 | 2 704 | 2 772 | 3 516 |

| 1962  | 1968  | 1975  | 1982  | 1990  | 1999  | 2004  | 2006  | 2009  |
| ----- | ----- | ----- | ----- | ----- | ----- | ----- | ----- | ----- |
| 4 057 | 4 139 | 4 111 | 4 365 | 4 252 | 4 644 | 4 558 | 4 502 | 4 687 |

| 2014  | 2019  | 2022  | - | - | - | - | - | - |
| ----- | ----- | ----- | - | - | - | - | - | - |
| 4 872 | 4 563 | 4 618 | - | - | - | - | - | - |

### Sports et loisirs
- 2 stades de football
- 2 courts de tennis
- 2 gymnases
- 1 piscine
- 1 golf (le golf de Rouen La Forêt Verte situé également sur la commune de Bosc-Guérard-Saint-Adrien)
- 1 terrain de pétanque
- 1 plan d'eau de 3 ha (pédalos) avec 3 circuits pédestres autour de 800 et 1 000 m avec parcours de santé et de nombreuses activités sportives
- 1 parcours touristique
- 1 mini-golf
- 1 salle de spectacles de 360 places, l'espace Jean-Loup-Chrétien
- 1 école municipale de danse
- 1 accueil de loisirs
- 50 associations[Quand ?]

La commune a participé à trois reprises au Challenge « L'Équipe » de la ville la plus sportive : en 2012, 2013 et 2014.

### Cultes
Pour le culte catholique, la communauté locale de Montville est le siège de la paroisse Saint-Jean-Bosco de Clères – Montville, comprenant 11 villages soit environ 13 000 habitants. Celle-ci est soumise à l'autorité du diocèse de Rouen et est comprise dans le doyenné de Rouen-Ouest.
Le journal de la paroisse Saint-Jean-Bosco de Clères –  Montville fait éditer son journal par Bayard Service à 5 600 exemplaires.

## Culture locale et patrimoine

### Lieux et monuments

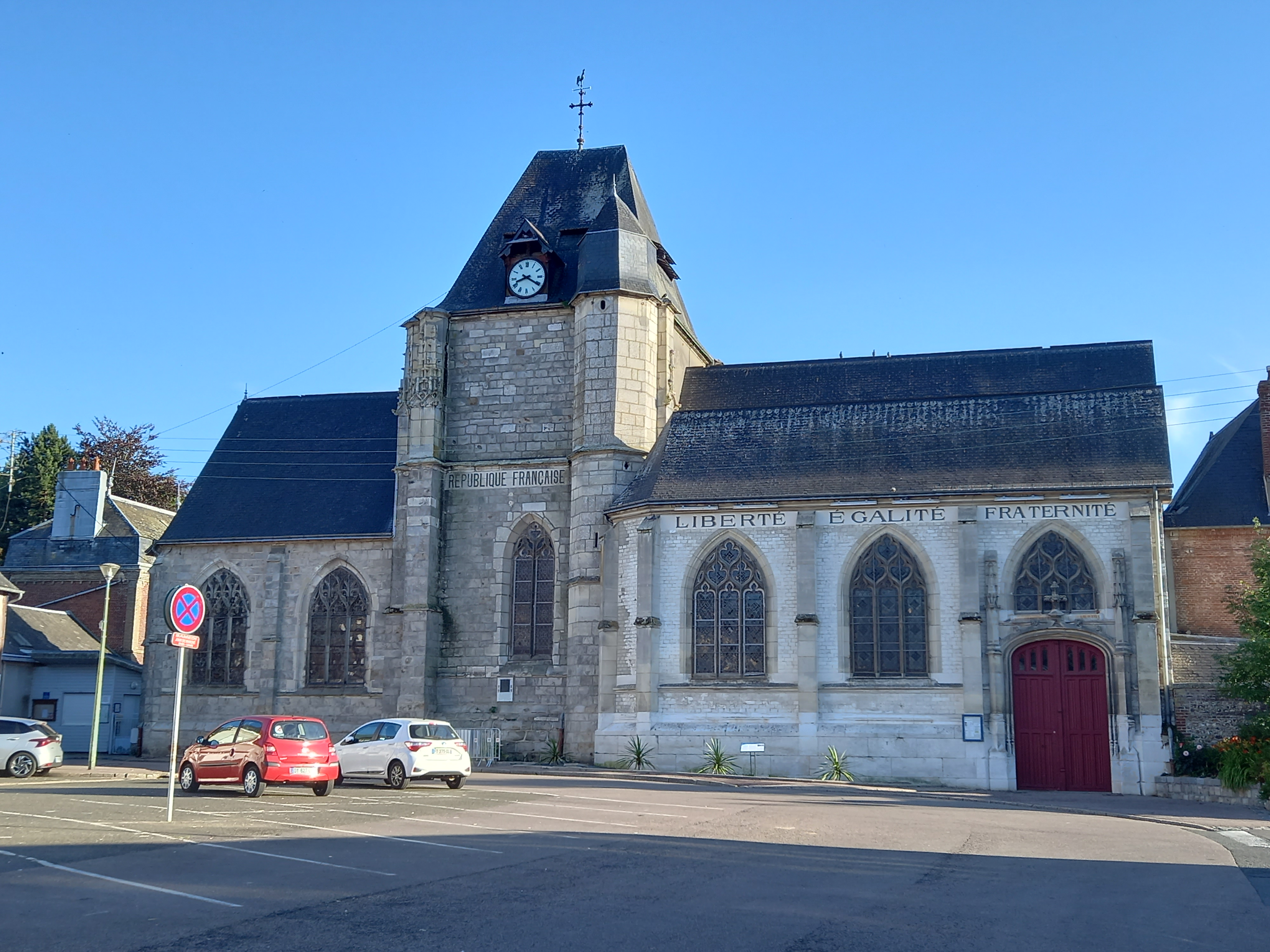
L'église.

- La mairie : 
Édifiée en 1888, la mairie[47] renferme le drapeau de la Garde nationale de la Révolution fixé sur le mur de la salle du Conseil municipal de la mairie. Trois thèmes majeurs y sont représentés : la Royauté, la Révolution et la République. Son état de conservation exceptionnel en fait une pièce historique et rarissime. Le vitrail de 1888 surplombe le hall du rez-de-chaussée de la mairie. Le motif central représente la Justice y figurent des bonnets phrygiens, des cocardes aux couleurs inversées et la devise républicaine.

- L'église Notre-Dame-de-l'Assomption[48] possède un clocher datant du XIe siècle. Son chœur plus récent est des XVe et XVIe siècles.

- - Un dessin datant de 1800 environ[Lequel ?] nous montre l’église avant sa transformation.
  - En 1802, la toiture et les vitraux subissent d’importantes réparations.
  - En 1840, la ville propose la construction d’un berceau et d’un jubé.
  - À partir de 1853, de nombreux projets sont élaborés pour agrandir l’église, mettre la nef à la même hauteur que le chœur. Les travaux de cet agrandissement s’effectuent pendant les années 1859 et 1860 par l'architecte Charles Fleury. La fabrique alloue une somme de 4 000 francs pour l’extension du lieu de culte. La ville procède à un emprunt, six souscripteurs prêtent 18 500 francs à la commune (trois Montvillais figurent parmi ces souscripteurs). Cette somme plus les intérêts à 5 % sont remboursables en dix ans.
  - La sculpture au linteau du portail s’intitule le Bouquet de la porte.
  - Le  clocher est consolidé en 1864 et 83 marches de 18 cm de hauteur permettent d’accéder aux cloches de l'église. Le clocher, d’une hauteur de 20 m environ, semble inachevé.
  - Le 24 décembre 1902, un incendie éclate dans l’église.
  - L’inventaire de 1905 mentionne six statues :
    - une statue de saint Antoine de Padoue ;
    - deux statues de la Sainte Vierge ;
    - une statue de l’enfant Jésus ;
    - une statue de sainte Clotilde ;
    - une statue de saint Joseph.

  - En 1907, une partie de la toiture est réparée.
  - En 1913, M. Charpentier peint les 14 tableaux du chemin de croix.
  - En 1928, la municipalité décide d’effectuer des travaux de nettoyage à l’intérieur de l’édifice.
  - L’éclairage est installé au clocher en 1935. Les façades de l’église bénéficient d’une remise en état en 1955.
  - La délibération du conseil municipal du 25 novembre 1961 autorise M. l’Abbé à déposer la chaire et les lustres.
  - La ville procède à l’acquisition d’un harmonium en 1980.
  - En 1981, la réfection totale de l’église est nécessaire : 35 000 ardoises, 300 kg de crochets inox, 6 506 m de liteaux (tringle de bois clouée contre la charpente pour servir d’appui à l’ardoise) etc. Ce travail important et délicat est confié à une entreprise de couverture montvillaise. Un nouveau coq est béni et installé au sommet du clocher.
  - En 1986, l’intérieur de l’église est entièrement restauré, de même que celui de la sacristie. Ce projet conçu et réalisé par un jeune architecte rouennais, Bertrand Vaslet. L’édifice cultuel a retrouvé tout son éclat après des travaux minutieux et délicats réalisés par les entreprises Lanfry et Delafontaine.
- L’horloge
  - Un document datant de 1743 relate le devis d’une horloge pour l’église de Montville et une personne est rémunérée pour le remontage et l’entretien de celle-ci.
  - Une illustration de 1800 environ[Laquelle ?] mentionne le cadran de l’horloge vers les Sondres (quartier de Montville).
  - En 1852, un monument sonne les quarts doubles à l’aide de deux petites cloches.
  - À partir du 1er septembre 1894, l’horloge au lieu d’être à l'heure solaire (en avance de 8 à 10 minutes sur l'heure légale), devra marquer celle-ci, en concordance avec celle de la gare de Montville.
  - En 1912, le cadran est pourvu d’un éclairage.
- Les vitraux[49]
  - Les sept fenêtres qui éclairent le chœur possèdent une vitrine coloriée portant les dates de 1527 et 1529. Nous y remarquons la vie de Notre Seigneur et de saint Jean, les Saints, les Saintes honorés dans notre contrée.
  - Les vitraux représentent, entre autres, saint Romain, une sainte avec une palme et un glaive, un martyr tenant plusieurs flèches avec un carquois à ses pieds. Le nimbe de chaque personnage est placé dans une coquille agrémentée d’arabesques ou fleurs à tiges d’or.
  - Le 25 août 1897, le ministre de l'Instruction publique et des Beaux-Arts visite l'église. Les vitraux du XVIe siècle sont classés en 1898 à titre objet monuments historiques.
  - Pendant la Seconde Guerre mondiale, les vitraux de l’église sont déposés dans l’une des caves du château adossant l’église puis sont remontés et restaurés à la fin du conflit.
  - Les vitraux de l’église de Montville sont protégés par des grillages et entretenus en permanence et mis en valeur depuis peu par un bel éclairage.
- Les cloches
  - La bénédiction des cloches figure parfois sur les registres paroissiaux. La première a lieu en 1622. La grosse cloche est bénie le 7 avril 1693. Elle est remplacée le 26 août 1780 et prend le nom de Marie-Angélique.
  - Le 10 juin 1731, une cloche est bénite et nommée Madeleine par Alexandre Bigot, baron de Montville.
  - En 1791, les cloches sont échangées avec d’autres paroisses. Trois nouvelles cloches sont fondues à Gueutteville-les-Grès. Elles sont solennellement bénites le 11 novembre 1863. La première pèse 453 kg et se nomme Antoinette en l’honneur du prénom de l’épouse de M. le maire d’Anceaumeville. La seconde pèse 840 kg et se nomme Louise en l’honneur du prénom de l’épouse de M. le maire d’Eslettes. La dernière pèse 840 kg et se nomme Victoire en l’honneur du troisième prénom d’Antoinette Hommais, l’épouse du maire de Montville. Chaque cloche mesure 90 cm de hauteur environ et 110 cm de diamètre environ. Elles sont restaurées en 1951. L’année suivante, leur mouvement est électrifié.
- Devise républicaine inscrite sur l’église :
Le 14 février 1887, le conseil municipal décide que la devise « Liberté, Égalité, Fraternité » doit être inscrite sur les monuments publics communaux. La ville ayant financé une grande partie de l’agrandissement de l’église, inscrit la devise sur le collatéral et « République française » sur le clocher qui appartient toujours à la fabrique jusqu’à la séparation de l’Église et de l’État en 1905. Les inscriptions sont apposées sur la façade de l'église le 12 octobre 1887 par un peintre d’une commune voisine.

- Musée des sapeurs-pompiers de France : 
Montville abrite le musée des sapeurs-pompiers de France. Inauguré en 1993, il détient le label « Musée de France », dont bénéficie aussi le musée des sapeurs-pompiers de Lyon.
- Plan d'eau : 
Montville possède un plan d'eau de trois hectares sur lequel il est possible de faire du pédalo. Autour de ce plan d'eau, on trouve un jardin aquatique et un arboretum, une réserve ornithologique, un complexe socioculturel et sportif, un parcours de santé, une aire de jeux ainsi qu'un minigolf dix-huit trous.
- Le manoir du Bois-Isambert, qui date du .
- Le manoir et son arboretum :
Construite en 1914, cette belle demeure s’appelait à l’origine « Au bon accueil ». Située au milieu d’un arboretum planté d’espèces rares et anciennes (hêtre pourpre tricentenaire notamment), elle est acquise par la Ville en 1984 et est utilisée aujourd’hui comme salles municipales à disposition des particuliers et des associations montvillaises.
- Le monument aux morts dû au sculpteur Auguste Alphonse Foucher (1921)[50]

### Personnalités liées à la commune
- Michel Picquenot (1747-1814), né à Montville, devient un habile graveur de renommée nationale. Il se distingue surtout par la reproduction de chasses, de paysages et de campements militaires.
- Hector Berlioz (1803-1869) séjourna chez son ami, le baron Hippolyte Boissel de Monville (de), entre 1845 et 1847, dans le parc du château près de l'église. Il y mit au point La Damnation de Faust. La mairie comporte une statue du compositeur réalisée par Alfred Lenoir[51].
- Louis Amand Demarest (1817-1883), député, mort à Montville.
- L'abbé Joseph Kerebel (1912-1945), vicaire de Montville, mort pour la France en déportation[52].
- Amaury Vassili : né à Rouen en juin 1989, ce jeune ténor et chanteur lyrique a passé sa jeunesse à Montville entre neuf et seize ans.

### Héraldique
| Armes de Montville | L’écu héraldique de forme moderne est dû à l’initiative du Souvenir français et de la Municipalité. Les armoiries sont approuvées par le Conseil municipal lors de sa séance du 8 juin 1921. Les armes de la commune de Montville se blasonnent ainsi : coupé : au 1) d’azur à la roue dentée d’argent accostée de deux navettes de tisserand du même posées en pal, au 2) de gueules à la charrue d’argent ; à la divise ondée d’argent brochant sur la partition. Les deux épées d'argent croisées reflètent notre Garde Nationale. La devise « Vive Labeur » est inscrite sur une banderole supportée par les lames des épées. Ces deux mots signifient « Vive le travail ». |